# Ограничение экспорта удобрений из России (2022)
Ограничения экспорта удобрений из России были введены в 2022 году для защиты внутреннего рынка сельскохозяйственной продукции в условиях резкого роста мировых цен на удобрения под влиянием цен природного газа и продовольственного кризиса, вызванных вторжением России в Украину.
На долю России приходится 50 миллионов тонн удобрений в год, что составляет 13 % от общемирового объёма, в том числе 23 % мирового производства аммиака, а также 14 % производства мочевины и 21 % калия, что позволяло предположить, что запрет на экспорт удобрений ещё больше подстегнёт и без того высокие цены на эту продукцию.
По данным Федерального таможенного комитета, в 2021 году Россия экспортировала в общей сложности 37,6 млн т удобрений (14,5 млн азотных, 11,9 млн калийных, 11,2 млн сложных) на общую сумму $12,5 млрд.
Крупнейшими производителями удобрений в России являются Фосагро, Уралхим, Уралкалий, Акрон и Еврохим, которые экспортируют продукцию в Азию и Бразилию.

## Предыстория
Газообразный аммиак, один из ключевых материалов в производстве аммиачной селитры, с октября 2020 года вырос в цене более чем в пять раз ввиду роста цен на природный газ, являющийся сырьём для производства аммиачной селитры. Она является одним из двух основных источников азотных удобрений, наряду с мочевиной.
В ноябре 2021 года Правительство Российской Федерации приняло решение ограничить экспорт азотных и сложных удобрений сроком на полгода, с 1 декабря 2021 года по 31 мая 2022 года. «Чтобы не допустить дефицита на нашем внутреннем рынке и, как следствие, повышения цен на продовольствие, правительство по поручению президента временно, на полгода, вводит ограничения на вывоз азотных и сложных, содержащих азот, удобрений. Для азотных удобрений они составят не более 5 млн 900 тыс. тонн, для сложных — не более 5 млн 350 тыс. тонн», — сказал Мишустин.
В конце января 2022 года Управление международной торговли США объявило компенсационные пошлины на импорт нитрата мочевины из России и Тринидада и Тобаго после того, как расследование показало, что эти страны продавали нитрат мочевины в США по цене ниже справедливой. При этом европейские заводы по выпуску удобрений стали останавливаться из-за высоких цен природного газа.
Китай наложил эмбарго на экспорт фосфорных удобрений до июня 2022 года.

## Запрет на экспорт аммиачной селитры
«На внутреннем рынке возник дополнительный спрос на аммиачную селитру как со стороны сельхозпроизводителей, так и со стороны промышленных предприятий, так как тёплая зима на юге России задержала весенний сев на несколько недель, что стимулировало спрос на азотные удобрения», — говорилось в официальном сообщении Минсельхоза России от 1 февраля 2022 года. Чтобы гарантировать поставки для собственных фермеров, правительство России объявило эмбарго на экспорт аммиачной селитры на период со 2 февраля по 1 апреля 2022 года.
На Россию приходится около двух третей ежегодного мирового производства аммиачной селитры в размере 20 миллионов тонн, большая часть которой используется в удобрениях для повышения урожайности таких культур, как кукуруза, хлопок и пшеница.
Продовольственная и сельскохозяйственная организация ООН (ФАО) ожидает, что общий объем производства азотных удобрений составит около 190 млн тонн в 2022 году, согласно ее последнему прогнозу рынка, опубликованному в 2019 году. Безазотные удобрения также могут производиться из фосфорной кислоты и калия, а ФАО оценила производство этих двух веществ в 64 млн тонн и 65 млн тонн соответственно.
4 марта Министерство промышленности и торговли РФ в ответ на объявленные США и Евросоюзом санкции в отношении российских торговых судов рекомендовало производителям удобрений воздержаться от экспорта «до тех пор, пока перевозчики не возобновят ритмичную работу и не предоставят гарантии полного завершения экспорта российских удобрений».

## Продление квот на вывоз удобрений из РФ
30 мая 2022 года Председатель правительства Михаил Мишустин подписал постановление № 990 о продлении квот на экспорт азотных и сложных удобрений из России. Они будут действовать до 31 декабря. Для азотных удобрений квота составит чуть более 8,3 млн т, для сложных — чуть более 5,9 млн т..

## Влияние на мировой рынок

#### США
Затраты на удобрения росли в течение последних нескольких лет, однако российское эмбарго может ухудшить положение американских фермеров, несмотря на то, что основным поставщиком удобрений в США является Канада. Сокращение мирового рынка может вызвать всплеск цен и затрат. Некоторые американские фермеры заявили, что изменят набор выращиваемых культур — например, в пользу бобовых, для которых требуется меньше азотных удобрений, чем для кукурузы и пшеницы, и они сами способны накапливать азот в почве.
С 2021 года цены на карбамид выросли почти на 90 % на Среднем Западе США, а цены на фьючерсы выросли почти на 30 %.

#### Бразилия
Сокращение поставок удобрений в Южную Америку в критический период вегетационного периода может повлиять на урожайность кукурузы. В частности, в Бразилии, занимающей второе место в мире по экспорту кукурузы на протяжении многих лет и являющейся крупнейшим импортером российской аммиачной селитры.
Второй год подряд засуха в Аргентине и на юге Бразилии, вызванная Эль-Ниньо, снижает урожайность и прогнозы производства кукурузы.

#### Африка
29 ноября официальный представитель ООН Стефан Дюжаррик сообщил, что первая партия российских удобрений, которые до этого были заблокированы в европейских портах, отправилась из Нидерландов в Малави. По его словам, груз на судне, которое было зафрахтовано в рамках Всемирной продовольственной программы, составил 20 тысяч тонн. Дюжаррик отметил, что  ООН приветствовала безвозмездное пожертвование Россией 260 000 тонн своих удобрений, которые теперь послужат облегчению гуманитарных потребностей и предотвращению катастрофических потерь урожая в Африке. «Восстановление рынка удобрений является важным шагом для обеспечения глобальной продовольственной безопасности в 2023 году, и ООН будет продолжать прилагать все усилия для достижения этой цели», — добавил Дюжаррик.

## Позиция России
Президент России Владимир Путин на встрече с  бизнесменом Дмитрием Мазепиным 23.11.2022 заявил, что российские официальные лица будут работать над тем, чтобы разблокировать российские удобрения, застрявшие в европейских портах и возобновлением экспорта аммиака по трубопроводу через территорию Украины.
По словам Мазепина, в портах Эстонии, Латвии, Бельгии и Нидерландов из-за санкций ЕС заморожено 262 тысячи тонн удобрений «Уралхима». У других производителей «Акрона» и «Еврохима» — 52 000 тонн и 100 000 тонн удобрений, соответственно. Страны ЕС, по словам Владимира Путина, продолжают  блокировать российские удобрения даже несмотря на договоренности об их бесплатной поставке в нуждающиеся государства.
Владимир Путин поддержал просьбу Дмитрия Мазепина обратиться в ООН и Африканский союз для дальнейшей разблокировки этих грузов, заявив также, заявив, что с ним связались несколько африканских лидеров по этому вопросу.
Мазепин также попросил у Путина дальнейшей помощи в возобновлении экспорта российского аммиака по трубопроводу, идущему из России через Украину в Черное море. Поскольку надежды на то, что этот вопрос будет решен в рамках «зерновой сделки» — не оправдались, по словам Мазепина, из-за политических требований Украины. 
Путин ответил: «Мы также будем работать с ООН, с нашими коллегами из организации. Посмотрим, что из этого выйдет».
По информации Reuters, крупнейший производитель аммиачной селитры и калия в РФ компания «Уралхим» собирается заменить заблокированный аммиакопровод, проходящий через Украину, специализированным экспортным аммиачным терминалом на Таманском полуострове, первый этап строительства которого должен быть завершен к концу 2023 года. По словам гендиректора «Уралхима» Дмитрия Коняева, этот проект компенсирует потерянные объемы перевалки удобрений, которые раньше обеспечивались трубопроводом, а также откроет окно мир российским производителям аммиака. Объемы работы терминала составят 1,5 млн тонн аммиака — на первом этапе, к концу 2025 года —  3,5 млн тонн аммиака и 1,5 млн тонн карбамида. Конев отметил, что потоки поставок восстанавливаются, выстраиваются новые логистические маршруты. Основными рынками для российских удобрений стали Индия, Китай, Юго-Восточная Азия и Бразилия. Также одним из потребителей российского калия остаются США, которые по словам Коняева, действуют по-деловому, в отличие от ЕС, а так же Украины, политизирующей вопрос открытия аммиакопровода.

## Позиция Евросоюза
В конце ноября 2022 года представитель Еврокомиссии Петер Стано сообщил, что Евросоюз изучает возможность переподключения Россельхозбанка к системе международных платежей SWIFT для  облегчения экспорта российских удобрений и продовольствия. До этого представитель МИД РФ Сергей Вершинин заявил о требованиях Москвы об отмене санкций по отношению к данной финансовой организации, поскольку она является главным банком страны по финансированию аграрных сделок, которые не должны подпадать под ограничения.  
Стано отметил, что ЕС услышал просьбу России. Также он заявил о существовании исключения, которое позволяет европейским банкам работать с российскими коллегами в сфере продовольствия и удобрений, даже если те находятся под санкциями.
7 декабря 2022 года Financial Times сообщила о призыве ведущих государств ЕС, среди которых Германия, Франция и Нидерланды, Испания, Бельгия, Португалия скорректировать санкции в отношении Москвы, чтобы более четко вывести российские удобрения и зерно из-под ограничений. По мнению этих государств действующие правила задерживают жизненно важные поставки в бедные страны. Обращение последовало после критики со стороны Африканского союза, который заявил, что континент стал «побочным ущербом» в подавлении Западом России.
Хотя еврокомиссия предоставила странам ЕС инструкции по разрешению транзита российского зерна и удобрений, правительства и транспортные операторы заявили, что они недостаточно надежны, чтобы гарантировать правовую защиту. Из-за этого финансовые учреждения, страховщики, перевозчики и оптовики неохотно участвуют в коммерческих сделках по экспорту российских продуктов питания и удобрений, нарушая цепочки поставок, говорится в документе. Теперь возникла «нежелательная» ситуация, когда ЕС более строг в отношении сельскохозяйственных сделок, чем США и Великобритания. «Это кажется противоречащим общей политике ЕС в отношении продовольственной безопасности», — говорится в документе, представленном странами. 
Африканский банк развития заявил, что континенту не хватает 2 млн тонн удобрений в преддверии посевного сезона, который скоро начнется. Государства-члены ЕС, обратившиеся в Брюссель, привели в пример сделку при посредничестве ООН по поставке десятков тысяч тонн удобрений от российского производителя «Уралхим», которые были задержана в портах ЕС.